# Selecció clonal

Selecció clonal de limfòcits: 1) A el sistema hematopoètic cel·lular experimenta diferenciació i rearranjament genètic per a produir 2) limfòcits immadurs amb molts receptors antígens diferents. Aquells que lliguen als 3) antígens del mateix teixit del cos es destrueixen, mentre que la resta maduren en 4) limfòcits inactius La majoria d'aquests mai s'aparellaran a un contrari 5) antigen aliè, però els que s'activin produiran 6) molts clons d'ells mateixos.

La teoria de la selecció clonal és una teoria científica en la immunologia que explica les funcions de les cèl·lules (limfòcits) del sistema immunitari en resposta a antígens específics que envaeixin el cos. Aquest concepte va ser introduït pel doctor australià Frank Macfarlane Burnet l'any 1957 en un intent d'explicar la formació d'una gran diversitat d'anticossos durant la iniciació de la resposta immunitària. Aquesta teoria ha esdevingut un model àmpliament acceptat per a com respon el sistema immunitari a una infecció i de com certs tipus de cèl·lules b i limfòcits T es seleccionen per a destruir antígens específics.
Aquest teoria estableix que en un grup preexistent de limfòcits (específicament cèl·lules B) un antigen específic només activa (és a dir selecciona) la seva cèl·lula contra-específica, per tant, aquesta cèl·lula en particular és induïda per a multiplicar-se (produint els seus clons genètics) per a la producció d'anticossos. De forma resumida aquesta teoria explica el mecanisme per a la generació d'una gran diversitat d'especificitat d'anticossos. La primera evidència experimental va tenir lloc l'any 1958 quan Gustav Nossal i Joshua Lederberg van demostrar que una cèl·lula B sempre produeix un sol anticòs. Aquesta idea es va convertir en el fonament de la immunologia molecular, especialment la immunologia adaptativa.

## Postulats
La teoria de la selecció clonal pot ser resumida en aquests quatre postulats:
- Cada limfòcit porta un sol tipus de receptor amb una única especificitat (per recombinació V(D)J).
- Per l'activació de la cèl·lula cal l'ocupació del receptor.
- Les cèl·lules efectores diferenciades derivades d'un limfòcit activat portaran receptors d'especificitat idèntica a la de la cèl·lula parental.
- Aquells limfòcits que porten receptors per a la mateixa molècula seran esborrats en un estadi primerenc.

## Treballs primerencs
L'any 1900, Paul Ehrlich proposà la teoria dels anticossos lligats a la membrana per a la producció d'anticossos. Proposava un procés de selecció, però no era de selecció clonal..
L'any 1955, Niels Jerne va presentar la hipòtesi de l'existència d'un ampli ventall d'anticossos solubles en el sèrum abans de la infecció i que algunes cèl·lules fagocitaven els complexos immunitaris mentre d'altres replicaven l'estructura dels anticossos per a produir-ne més.

## Treballs posteriors
L'any 1957, David W. Talmage va fer la hipòtesi amb la diferència respecte a la teoria d' Ehrlich que cada cèl·lula sintetitzava un sol tipus d'anticòs.

### Teoria de la selecció clonal de Burnet
El mateix any 1957, Frank Macfarlane Burnet, en un article publicat a Australian Journal of Science, ja va usar el concepte de “teoria de la selecció clonal”. Va ampliar els idees de Talmage. D'acord amb les hipòtesis de Burnet entre els anticossos hi ha molècules que probablement es corresponen amb diversos graus de precisió per a tots els determinants antigènics.
L'any 1958, Gustav Nossal i Joshua Lederberg, confirmant la teoria de la selecció clonal, van demostrar que les cèl·lules B sempre només produeixen un anticòs.

## Teories recolzades per la selecció clonal
L'any 1959 Burnet proposà, que sota determinades circumstàncies, els teixits es podien trasplantar en receptors aliens. Això va suposar un gran avanç en els trasplantaments de teixits.. Burnet i Medawar compartiren el Premi Nobel de fisiologia i medicina de l'any 1960.
L'any 1974 Niels Kaj Jerne proposà que el sistema immunològic funciona com una xarxa que està regulada via interaccions entre parts variables de limfòcits i les seves molècules que secreten. Aquesta Teoria de la xarxa immunològica està basada en el concepte de selecció clonal. Jerne guanyà el Premi Nobel  de fisiologia i medicina de l'any 1984.